# Мирошенский, Данил Семёнович
Данил Семёнович Мирошенский (род. 18 мая 1953, Комрат, Молдавская ССР) — израильский тренер по гребле на байдарках и каноэ, поэт и автор-исполнитель.

## Биография
После службы в армии на протяжении четырёх лет работал техником-строителем, монтажником-высотником и мастером на объектах гражданского и промышленного строительства в Молдавии. Окончил факультет физического воспитания Кишинёвского государственного педагогического института имени Иона Крянгэ, после чего работал старшим тренером Республиканской спортивной школы олимпийского резерва по гребле на байдарках и каноэ на Комсомольском озере в Кишинёве. С 1990 года — в Израиле (Мигдаль ха-Эмек).
Работал тренером на озере Киннерет, с 1995 года тренировал чемпиона мира и Европы, призёра Олимпийских игр Михаила Колганова; среди его воспитанников также призёр чемпионата мира 2002 года Лариса Пейсахович. Был тренером национальной сборной Израиля и участником израильской делегации на олимпийских играх в Сиднее (2000) и Афинах (2004).
Дебютировал во время прохождения воинской службы в 1972 году стихотворением «Пиши чаще» в газете «Защитник Родины». Стихи Д. С. Мирошенского публиковались в газетах «Молодёжь Молдавии», «Защитник Родины», «Наша страна», журналах «Кодры», «Горизонт», «Колумна», «Галилея», в альманахах «Ветка Иерусалима» (Кишинёв), «Роза ветров», «Дельтаплан», «Юг», «Волны Киннерета», «Прощай, Молдавия! Стихи двенадцати поэтов» (М.: Летний сад, 2010); был участником литературной студии «Содружество». Автор поэтических сборников «Поднять якоря» (1992), «Приобщение к таинству» (2003), «Берега» (2015). Выступает как автор-исполнитель собственных песен, выпустил несколько аудиодисков.

## Аудиодиски
1. «Не по нотам пою — по судьбе»
2. «Еврейская цыганочка»
3. «Друзьям о друзьях»
4. «Дом Давида»
5. «Берега»